# Teriocéfalo

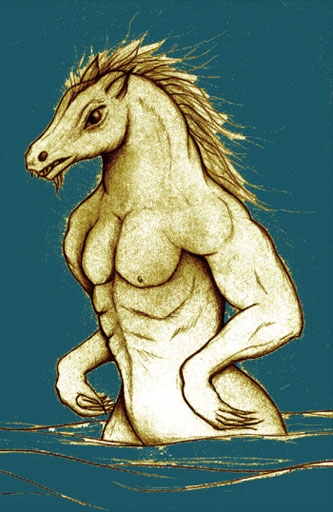
El Each-uisge, un hombre-caballo mitológico de los lagos escoceses.

El término teriocéfalo o teriocefalia (del griego θηρίον, therion, bestia o animal y κεφαλή kefalí, cabeza) se refiere a las representaciones de seres humanos con cabezas de animales, como era frecuente en la mitología egipcia. También es común en ciertos textos gnósticos y rabínicos de la Edad Media.

## Ejemplos
Muchos de los dioses de la mitología egipcia eran teriocéfalos. Entre ellos destaca Horus, con cabeza de halcón, Anubis, con cabeza de chacal y Seth, con la cabeza de un animal desconocido. la bestia que representó a Seth de muchas formas. Aunque no se ha podido determinar con exactitud, lo más probable es que sea un cerdo hormiguero. A veces, portaba cetro uas y anj. Se supone también que era hermano de Neftis (quien también era su esposa), de Isis y Osiris. Seth mató a su hermano Osiris para quedarse con el trono y luego tuvo una fuerte batalla con Horus, a quien le quitó el ojo, Horus ganó y Seth se volvió el dios del desierto.
En algunas iglesias ortodoxas se representa a algunos santos, particularmente san Cristóbal con cabeza de perro.
En el hinduismo, el dios de la sabiduría Ganesha es representado con cabeza de elefante.